# Pseudoaneurisma
In medicina, uno pseudoaneurisma, noto anche come un falso aneurisma, è una raccolta di sangue che si forma tra i due strati esterni di una arteria, la tonaca muscolare e la tonaca avventizia. Di solito è causato da una lesione al vaso. Può essere pulsante e assomigliare ad un vero aneurisma, tuttavia quest'ultimo coinvolge tutti e tre gli strati del vaso sanguigno.
Gli pseudoaneurismi femorali possono rendere più complesse fino all'8% delle procedure interventistiche vascolari. Piccoli pseudoaneurismi possono spontaneamente coagularsi, mentre altri hanno bisogno di essere trattati.
Uno pseudoaneurisma può verificarsi anche in una camera del cuore conseguentemente ad un danno al miocardio dovuto ad ischemia o traumi. Uno pseudoaneurisma del ventricolo sinistro è una complicazione potenzialmente letale di un infarto miocardico.